# 瓦爾瓦里夫卡 (瓦爾瓦里夫卡村拉達)
50°22′21″N 37°20′27″E / 50.37250°N 37.34083°E
瓦爾瓦里夫卡（烏克蘭語：Варварівка）是位於烏克蘭東部的村莊，由哈爾科夫州丘胡伊夫区沃夫昌斯克市鎮負責管轄。2020年市镇设立之前由瓦爾瓦里夫卡村拉达管辖。該村始建於1695年，面積3.7平方公里，海拔高度131米，2001年人口757。